# Fiesta de San Roque (Tarija)
Fiesta de San Roque, también conocida como Fiesta Grande de Tarija, es una festividad religiosa en la ciudad de Tarija, así como una de las mayores expresiones culturales de Bolivia. Oficialmente la fiesta se celebra cada 16 de agosto y presenta a bailarines llamados "chunchos", quienes son devotos promesantes que usan una vestimenta colorida y recorren la ciudad hasta llegar a la Iglesia San Roque. La fiesta se remonta a los años de la colonia española, que siempre fue popular y ha ido evolucionando con los años. Anualmente atrae a más de 50 mil personas, entre protagonistas y espectadores. El 8 de septiembre de 1998 fue declarada Patrimonio Histórico Religioso y Cultural de la ciudad de Tarija.
Posteriormente, el 14 de diciembre de 2021, la Organización de las Naciones Unidas, para la Educación, la Ciencia y la Cultura (Unesco) la declaró como Patrimonio Cultural e Inmaterial de la Humanidad.

## Chunchos
De acuerdo a la simbología cultural, los chunchos son los enfermos de antaño. Su presencia en la ciudad es para pedir limosna, alimento y agua para saciar su sed y hambre y curarse. La indumentaria que visten es colorida y rica en adorno, que consiste de tres piezas: turbante, ponchillo y pollerín. El Encierro de San Roque es el cierre de la fiesta de San Roque, en el que los promesantes y peregrinos “chunchos” y miles de devotos a San Roque se despiden de su Santo Patrono con la emoción del momento.